# Mia Tyler
Mia Abagale Tallarico (New Hampshire; 22 de diciembre de 1978) es una modelo y actriz estadounidense. Hija del cantante y líder de Aerosmith, Steven Tyler y de la actriz Cyrinda Foxe. Es también medio hermana de la actriz y modelo Liv Tyler.

## Primeros años
Fue criada por su madre en Nuevo Hampshire. Aunque Steven Tyler no vivía con ellas Mia sabía que era su padre, y tenía una buena relación con él. Cuando tenía ocho años asistió a un concierto de Aerosmith, en el cual conoció a una joven Liv Tyler, quien para ese entonces se llamaba Liv Rundgren y contaba nueve años. Ninguna de las dos sabía que tenía una hermana (Liv había crecido pensando que su padre era el músico Todd Rundgren) así que para ambas fue una gran sorpresa encontrarse con la otra, debido a su inmenso parecido físico. Gracias a este encuentro Liv descubrió que su padre era realmente Steven Tyler y se convirtió en una de las mejores amigas de Mia. En 1987 sus padres se divorciaron y poco tiempo después su padre volvió a casarse, esta vez con la diseñadora Teresa Barrick. De esta unión nacieron Chelsea Anna Tallarico y Taj Monroe Tallarico.

## Carrera como actriz
En 1990 Mia se mudó a Nueva York, en donde aprendió actuación y comenzó a aparecer en televisión. Uno de sus programas más importantes durante esa época fue el show de MTV “House of Style“. En los últimos años Mia realizó varios cameos y apariciones en diversas películas, de las cuales las más importantes son “Don’t Stand So Close to Me” (2000), “Da Hip Hop Witch“ (2000) y “A Little Bit of Lipstick” (2000), en la cual tiene un papel principal.

## Carrera como modelo
Se caracteriza por ser una modelo de tallas grandes. Su objetivo es revolucionar las pasarelas, ya que opina que la belleza viene en distintas formas "si eres de talla 12 no eres menos linda que si eres de talla 4" afirma. Ha modelado para varios diseñadores y marcas, entre ellas la escandinava H&M. También ha incursionado en otros campos de la moda, vendiendo una línea de ropa bajo su nombre.

## Celebrity Fit club
En 2005 Mia participó en el reality show de Vh1 “Celebrity Fit Club”. Al inicio del show dijo que no estaba allí porque no estuviese contenta con su cuerpo, sino por su salud. “Se trata de cuán saludable eres, no de cómo luces” expresó. Al finalizar el programa Mia había perdido 18 libras, peso con el cual se siente contenta, por lo que ha seguido manteniéndose en forma, pero sin rebasar nunca el límite de esas 18 libras perdidas.

## Vida personal
En 2002, Mia sufrió la pérdida de su madre debido a un tumor cerebral. En ese mismo año conoció a su exesposo, Dave Buckner, baterista de Papa Roach, en la filmación de “MTV's Icon: Aerosmith”. Poco tiempo después se casaron, aunque se divorciarían en 2005. Actualmente sale con Ali Abrishami, bajista de Fight the Sky.